# Знак Тысячелетия польского государства
Знак Тысячелетия польского государства (пол. Odznaka 1000-lecia Państwa Polskiego) — юбилейный знак, учреждённый Всепольским Комитетом Фронта национального единства, для награждения лиц и организаций за участие в подготовке празднования Тысячелетия польского государства.
Награда выпускалась в двух размерах: для организаций знак был увеличен в 2 с лишним раза.

## Награждённые
Категория:Награждённые нагрудным знаком 1000-летия польского государства